# Jaromír Soukup
Jaromír Soukup (* 22. února 1969 Mariánské Lázně) je český podnikatel, mediální magnát, moderátor a politický aktivista.

## Vzdělání
V roce 1993 absolvoval Právnickou fakultu Univerzity Karlovy v Praze.

## Mediální podnikání
V roce 1991 Soukup založil[zdroj⁠?!] mediální agenturu Médea, které byl majoritním[zdroj?] vlastníkem. Od 21. října 2024 je v úpadku, vlastní v Česku a na Slovensku řadu dceřiných firem zabývajících se poradenstvím, výzkumem trhu nebo působením na veřejnosti (Public Relations, PR).
V roce 2000 založil vydavatelství Empresa Media.
V roce 2012 koupil televizi Barrandov a stal se také jejím generálním ředitelem.
Podle zjištění, která v únoru 2019 publikoval Deník N, měl Soukup přinejmenším v letech 2013 a 2014 ovládat skořápkovou firmu Generra Limited se sídlem v kyperském hlavním městě Nikósie. Přes ni měly protéct stamiliony korun, téměř deset milionů právě k Soukupovi.
V květnu 2019 server Aktuálně.cz informoval o tom, že nemovitost v pražském Braníku, v níž měl Soukup hlášeno trvalé bydliště a kde sídlilo také jeho politické hnutí List Jaromíra Soukupa, jakož i vydavatelství Empresa Media a mediální agentura Médea, bylo zatíženo zástavou, jíž Soukupova firma J.S.P. ručila bance ČSOB za úvěry v hodnotě přesahující 630 milionů korun, které čerpala agentura Médea.

## Politické angažmá
V roce 1990 působil v Občanském fóru, byl delegátem Hostivařského sněmu.
Soukup svou půjčkou financoval volební kampaň Strany zelených (SZ) pro parlamentní volby v roce 2006 a spoluvytvářel její ekonomický program. Po volbách vyjednával s koaličními partnery část ekonomického programu vlády a následně byl nominován do funkce náměstka ministryně školství mládeže a tělovýchovy Dany Kuchtové v druhé vládě Mirka Topolánka. Po konfliktu s vedením SZ v čele s Martinem Bursíkem financoval volební kampaň Olgy Zubové a její Demokratické strany zelených.
Ve volbách do Evropského parlamentu v roce 2009 kandidoval jako člen Demokratické strany zelených (DSZ) na 9. místě kandidátky této strany, ale neuspěl. DSZ získala pouze 0,62 % hlasů.
V roce 2010 v době předvolební kampaně nepřímo podporoval stranu Věci veřejné výhodnými cenami propagace a inzertních ploch a jeho firmy této straně poskytovaly i analytické a PR služby. V červenci 2012 ohlásil Jan Fischer při oficiálním zahájení své předvolební kampaně, že mezi jeho podporovatele patří i Soukup.
V lednu 2019 oznámil v rámci pořadu Moje zprávy, že zakládá politickou stranu List Jaromíra Soukupa. Krátce poté, v dubnu 2019, na TV Barrandov uvedl, že chce kandidovat v prezidentských volbách 2023. Nicméně v prosinci 2019 rozhodla Vláda ČR, že předloží Nejvyššímu správnímu soudu ČR podnět na zrušení hnutí, jelikož v zákonné šestiměsíční lhůtě nestihlo ustavit potřebné orgány. Do prezidentských voleb 2023 nikdy žádnou kandidaturu nepodal.

## Televizní účinkování
V televizi Barrandov začal v roce 2017 moderovat pravidelné rozhovory s prezidentem Milošem Zemanem v pořadu Týden s prezidentem Jaromíra Soukupa, talkshow Instinkty Jaromíra Soukupa, diskusní pořad Duel Jaromíra Soukupa a posléze i Arénu Jaromíra Soukupa, Kauzy Jaromíra Soukupa, Týden podle Jaromíra Soukupa, Interview Jaromíra Soukupa (dříve Jak dopadly Kauzy Jaromíra Soukupa) a Jaromír Soukup LIVE.
V lednu 2018 mu byla v rámci cen Trilobit udělena zvláštní negativní cena Zlatý citrón 2018 se zdůvodněním: za neuvěřitelné konferování „diskusních“ pořadů v TV Barrandov, které jsou bizarním koktejlem diletantství a účelového politického aktivismu.
Od října 2018 k jeho kontroverzním dílům přibyl i další pořad, který sám moderuje, s názvem Moje zprávy. V prosinci 2018 pak byl ohlášen již 11. jím moderovaný pořad: Moje zprávy plus. Kromě toho moderuje i zvláštní vydání dalších pořadů TV Barrandov, jako např. Jaromír Soukup LIVE – Krimi speciál a nebo speciální silvestrovský večer pod názvem Barrandovský Silvestr.
Po několika dílech pořadu Kauzy Jaromíra Soukupa na jaře 2018, kde Soukup popisoval hospodaření České televize (ČT) včetně údajného propojení různých osob, se zvedla velká vlna otázek na ČT. Mnoho Soukupových výroků na adresu České televize bylo dle vyjádření ČT nepravdivých nebo manipulativních a televize je průběžně vyvracela na svém twitterovém účtu a prostřednictvím článku na svých stránkách a v pdf dokumentu, poté se rozhodla celou záležitost řešit právní cestou. Po silných prohlášeních obou ředitelů pozvali Jaromíra Soukupa na diskusi do ČT. Ten následně reagoval s tím, že se na diskusi nemůže připravit, protože ČT stále začerňuje smlouvy s dodavateli na výrobu seriálů, nákup hotových pořadů či sportovního obsahu, ale jakmile ČT tyto smlouvy zveřejní, tak pozvání rád přijme. Po dalších výpadech vůči ČT a jejím pracovníkům, tentokrát v prosincovém pořadu Týden podle Jaromíra Soukupa, Česká televize informovala o rozhodnutí podat trestní oznámení. Zvažovala také podání stížnosti k Radě pro rozhlasové a televizní vysílání. Koncem dubna 2019 Městský soud v Praze přiznal České televizi nárok na omluvu.
Rada pro rozhlasové a televizní vysílání (RRTV) kritizovala Soukupovy Moje zprávy kvůli formátu pořadu, který dle ní nebyl zpravodajský, a v prosinci 2018 zahájila přestupkové řízení kvůli jedné z reportáží. Od ledna 2019 TV Barrandov vrátila do programu i předchůdce Mých zpráv, tedy Naše zprávy, avšak zkrácené a s časem vysílání okolo půlnoci. Podle serveru MediaGuru tak jde pouze o vyhovění výtkám RRTV. V lednu 2019, poté co Soukup oznámil svůj vstup do politiky založením vlastní strany, někteří politici odmítli nadále účast v jeho diskusních pořadech a televize oznámila, že přestane vysílat čtyři ze Soukupových pořadů: Aréna Jaromíra Soukupa, Duel Jaromíra Soukupa, Jaromír Soukup LIVE a Týden podle Jaromíra Soukupa. Dne 8. února 2019 naopak začala televize vysílat pořad Politický kabaret, v pořadí 12. pravidelný program se Soukupem.
Koncem dubna 2018 Obvodní soud pro Prahu 1 vydal předběžné opatření, jímž TV Barrandov zakázal vysílat informace o firmě JCDecaux, považované touto společností za nepravdivé. Stalo se tak na základě pořadu Moje zprávy, v němž Soukup měl uvést celou řadu nepravdivých tvrzení. Společnost JCDecaux u soudu požadovala odškodné ve výši 100 milionů korun.
Počátkem května 2019 RRTV udělila televizi pokutu 200 tisíc Kč za reportáž Ryba smrdí od hlavy ze Soukupových Mých zpráv z 20. listopadu 2018. V srpnu téhož roku Rada rozhodla o další pokutě ve výši 400 tisíc Kč kvůli neobjektivitě a nevyváženosti v pořadu Kauzy Jaromíra Soukupa.
| Název                                              | Poznámka                                           |
| -------------------------------------------------- | -------------------------------------------------- |
| Aréna Jaromíra Soukupa                             |                                                    |
| Agáta Jaromíra Soukupa                             | od r. 2022                                         |
| Barrandovský Silvestr                              | 31. 12. 2018 19.30                                 |
| Česko volí prezidenta                              | moderoval spolu s Michaelem Kocábem                |
| Dobrý večer, Česko!                                |                                                    |
| Duel Jaromíra Soukupa                              |                                                    |
| Hovory Kalousek Soukup                             |                                                    |
| Instinkty Jaromíra Soukupa                         |                                                    |
| Interview Jaromíra Soukupa                         | původním názvem Jak dopadly Kauzy Jaromíra Soukupa |
| Jak zbohatnout                                     | první díl odvysílán 26. ledna 2022                 |
| Jaromír Soukup LIVE                                | od 27. srpna 2018                                  |
| Jaromír Soukup: Bez brzdy                          | od r. 2018                                         |
| Jasně a stručně                                    | od 26. srpna 2019                                  |
| Kauzy Jaromíra Soukupa                             |                                                    |
| Kdo je...                                          | pouze jeden díl                                    |
| Kvíz Jaromíra Soukupa                              | od r. 2023                                         |
| Moje zprávy                                        |                                                    |
| Moje zprávy plus                                   | od 12. prosince 2018                               |
| Moje zprávy, komentáře                             | od r. 2019                                         |
| Na ostří nože se Soukupem                          | od 24. září 2021                                   |
| Na rovinu se Soukupem                              | od r. 2021                                         |
| Nebezpečné vztahy                                  |                                                    |
| Osudové okamžiky                                   | od 21. února 2019                                  |
| Politický kabaret                                  | od 8. února 2019                                   |
| Právník ve studiu                                  | první díl odvysílán 6. září 2021                   |
| Prezident aneb co byste měli slyšet od hlavy státu |                                                    |
| Případ (původně Skutečné krimi události)           |                                                    |
| RE:akce Jaromíra Soukupa                           | od r. 2023                                         |
| Tajemství (původně Hvězdy minulosti)               |                                                    |
| Takhle tu žijeme!                                  |                                                    |
| Takový byl týden Jaromíra Soukupa                  | 1. 7. 2018 22.05, sestřih z jeho pořadů            |
| Týden podle Jaromíra Soukupa                       |                                                    |
| Týden s prezidentem                                |                                                    |
| U tebe nebo u mě                                   | od 26. srpna 2019                                  |
| Vaření se Soukupem                                 | od 11. září 2021                                   |
| VIP svět                                           |                                                    |
| Volejte a pište šéfovi                             | od 22. května 2019                                 |

Mimo moderování Soukup účinkoval také v seriálu TV Barrandov Doktorka Kellerová v roli trenéra boxu. Hlavní roli doktorky Kellerové pak ztvárnila jeho tehdejší partnerka Brožová.
Od 9. října 2019 TV Barrandov nasadila do programu v hlavním vysílacím čase seriál Premiér, prezentovaný jako sitcomová politická satira z prostředí vysoké politiky, jehož titulní roli, premiéra Pavla Diviše, ztvárnil sám Jaromír Soukup. Ve fanouškovské databázi ČSFD se záhy po odvysílání prvního dílu ocitl na 9. příčce nejhůře hodnocených seriálů všech dob a již večer následujícího dne po odvysílání prvního dílu dosáhl v žebříčku nechvalného prvenství. Dle filmové a televizní kritičky Mirky Spáčilové „Jaromír Soukup nehraje, protože to neumí, sitcom čili situační komedie to není, jelikož neobsahuje ani situace, ani komiku, a neparoduje politiky, nýbrž bezděčně úkaz jménem Soukup.“ Ve druhém díle seriálu vystupuje Soukup ve dvojroli: kromě titulní postavy premiéra ztvárnil i sám sebe, Jaromíra Soukupa, který moderuje pořad Duel Jaromíra Soukupa, v němž v rozhovoru zpovídá právě předsedu vlády.

## Osobní život
Jaromír Soukup se oženil s ekonomkou Moniku Drlíkovou, s níž založil účetní společnost Soukup, s. r. o. Z manželství se narodili syn Lukáš a dcera Natálie. Lukáš Soukup se v roce 2015 stal ředitelem akvizice v TV Barrandov. V té době byl také ředitelem společností Media View obchodující s akvizičním obsahem. Drlíková je sestřenicí podnikatele Martina Nejedlého.

### Partnerky
Po rozpadu manželství s ekonomkou Monikou se na několik let jeho partnerkou, později i snoubenkou, stala herečka Kateřina Brožová. Poté několik měsíců chodil se sopranistkou, modelkou a exmanželkou hudebního bosse Františka Janečka Terezou Mátlovou. V roce 2022 se Soukupovou partnerkou stala modelka Agáta Hanychová. Mají spolu dceru Rozárii a po několika měsících se rozešli. Soukupova televize rovněž opakovaně vysílala pořady jeho partnerek. Tak vznikla v roce 2013 talkshow Exkluziv Kateřiny Brožové a o pár let později lifestyle cooking show Agáta Jaromíra Soukupa.

### Sport
V mládi se věnoval atletice. Jeho vášní je box. Po několik let se věnoval boxu na profesionální úrovni. Kolem těchto zápasů panovaly pochybnosti, Soukup je však odmítl.

### Zájmy
Soukup je také motorkář. Ve Španělsku, kde vlastní vilu, je členem motorkářského klubu. Soukup má domy v rakouských Alpách a za Prahou. Vlastní byty v New Yorku, a v Praze si koupil dvě patra ve výškové budově V Tower. Je také majitelem fitness centra, profesionálního boxerského týmu, e-shopu, televize a jiných projektů, například Jaromír Soukup Reality.
V mediálním žebříčku TOP 100 nejbohatších Čechů se v roce 2016 umístil na 73. místě.